# Ceriana nitida
Ceriana nitida är en tvåvingeart som först beskrevs av Sack 1941.  Ceriana nitida ingår i släktet griffelblomflugor, och familjen blomflugor.
Artens utbredningsområde är Peru. Inga underarter finns listade i Catalogue of Life.